# Collage sur B-A-C-H
Collage sur B-A-C-H (en estonie Kollaaž teemal B-A-C-H) est une œuvre du compositeur estonien Arvo Pärt écrite en 1964 initialement pour orchestre à cordes.

## Historique
Comme son nom l'indique Collage sur B-A-C-H est une composition utilisant différentes techniques musicales modernes sur le nom transcrit en notes de musique de Johann Sebastian Bach : Si bémol, La, Do, Si naturel (B-A-C-H en notation allemande), connu sous le nom de motif BACH. Il s'agit d'un hommage de la part du compositeur estonien à l'un des maîtres de la musique baroque, auquel Arvo Pärt applique les techniques sérielles qu'il affectionne alors.
La première de l'œuvre est donnée le 4 novembre 1964 par l'Orchestre de chambre de Tallinn sous la direction d'Eri Klas à l'Estonia kontserdisaal de Tallinn

## Structure
Collage sur B-A-C-H est composé de trois mouvements : 
1. Toccatta. Precico – 2 min 41 s
2. Sarabande. Lento – 3 min 01 s
3. Ricercar. Deciso – 1 min 40 s

La pièce est écrite pour un orchestre à cordes, accompagné d'un hautbois, un clavecin et un piano. Le motif B-A-C-H est repris dans pratiquement chacune des mesures du premier mouvement, comme thème dans le deuxième mouvement baroque, et sous forme de fugue dans le troisième. De plus le second mouvement emprunte à la sarabande de la suite anglaise no 6 en ré mineur (BWV 811) de Bach.
L'exécution de l'œuvre dure environ 7 minutes 30 secondes.

## Discographie
- Collage sur B-A-C-H, sur l'album Collage par le Philharmonia Orchestra dirigé par Neeme Järvi, Chandos Records, 1993.
- Summa par le Tapiola Sinfonietta dirigé par Jean-Jacques Kantorow, BIS Records, 1996.